# Episodi di Marvin Marvin
La prima e unica stagione della serie televisiva Marvin Marvin, composta da 19 episodi, è andata onda negli Stati Uniti dal 24 novembre 2012 al 27 aprile 2013 su Nickelodeon. In Italia è stata trasmessa su Nickelodeon Italia dal 27 marzo 2013.
| nº | Titolo originale             | Titolo italiano           | Prima TV USA     | Prima TV Italia |
| -- | ---------------------------- | ------------------------- | ---------------- | --------------- |
| 1  | Pilot                        |                           | 24 novembre 2012 | 27 marzo 2013   |
| 2  | Improbable Story             |                           | 1º dicembre 2012 | 15 aprile 2013  |
| 3  | Toothache                    |                           | 8 dicembre 2012  | 16 aprile 2013  |
| 4  | Ice Pop Pop                  |                           | 15 dicembre 2012 | 17 aprile 2013  |
| 5  | Burger On a Bun              |                           | 5 gennaio 2013   | 18 aprile 2013  |
| 6  | Marvin and the Cool Kids     |                           | 12 gennaio 2013  | 19 aprile 2013  |
| 7  | Scary Movie                  |                           | 19 gennaio 2013  | 20 aprile 2013  |
| 8  | Double Date                  |                           | 26 gennaio 2013  |                 |
| 9  | Basketball                   |                           | 2 febbraio 2013  |                 |
| 10 | Space-Cation                 |                           | 9 febbraio 2013  |                 |
| 11 | Battle of the Bands          |                           | 16 febbraio 2013 |                 |
| 12 | Marvin Gets a Pet            | Un cucciolo per Marvin    | 23 febbraio 2013 |                 |
| 13 | Calm Palm                    |                           | 2 marzo 2013     |                 |
| 14 | St. Glar Kai Day             | Il giorno di San Glar Kai | 16 marzo 2013    |                 |
| 15 | The Amazing Comic Book Thief | Il ladro di fumetti       | 30 marzo 2013    |                 |
| 16 | Marvin's Day Off             | Un riposo tempestoso      | 6 aprile 2013    |                 |
| 17 | House Party                  |                           | 13 aprile 2013   |                 |
| 18 | Mr. Earth                    |                           | 20 aprile 2013   |                 |
| 19 | Big Time Marvin              | Big Time Klerg            | 27 aprile 2013   |                 |